# Jagodnia
Jagodnia (do 2012 Jagodna) – wieś w Polsce położona w województwie mazowieckim, w powiecie siedleckim, w gminie Siedlce. Ma status sołectwa.
W latach 1975–1998 miejscowość administracyjnie należała do województwa siedleckiego. 1 stycznia 2012 nastąpiła zmiana urzędowej nazwy wsi z Jagodna na Jagodnia.
Wieś jest położona 6 km na północ od centrum Siedlec. Przez Jagodnię przebiega droga powiatowa do Żaboklik.
Wierni Kościoła rzymskokatolickiego należą do parafii św. Maksymiliana Marii Kolbego w Siedlcach.